# 1666 en arts plastiques
| Années des arts plastiques : 1663 - 1664 - 1665 - 1666 - 1667 - 1668 - 1669    |
| Décennies des arts plastiques : 1630 - 1640 - 1650 - 1660 - 1670 - 1680 - 1690 |

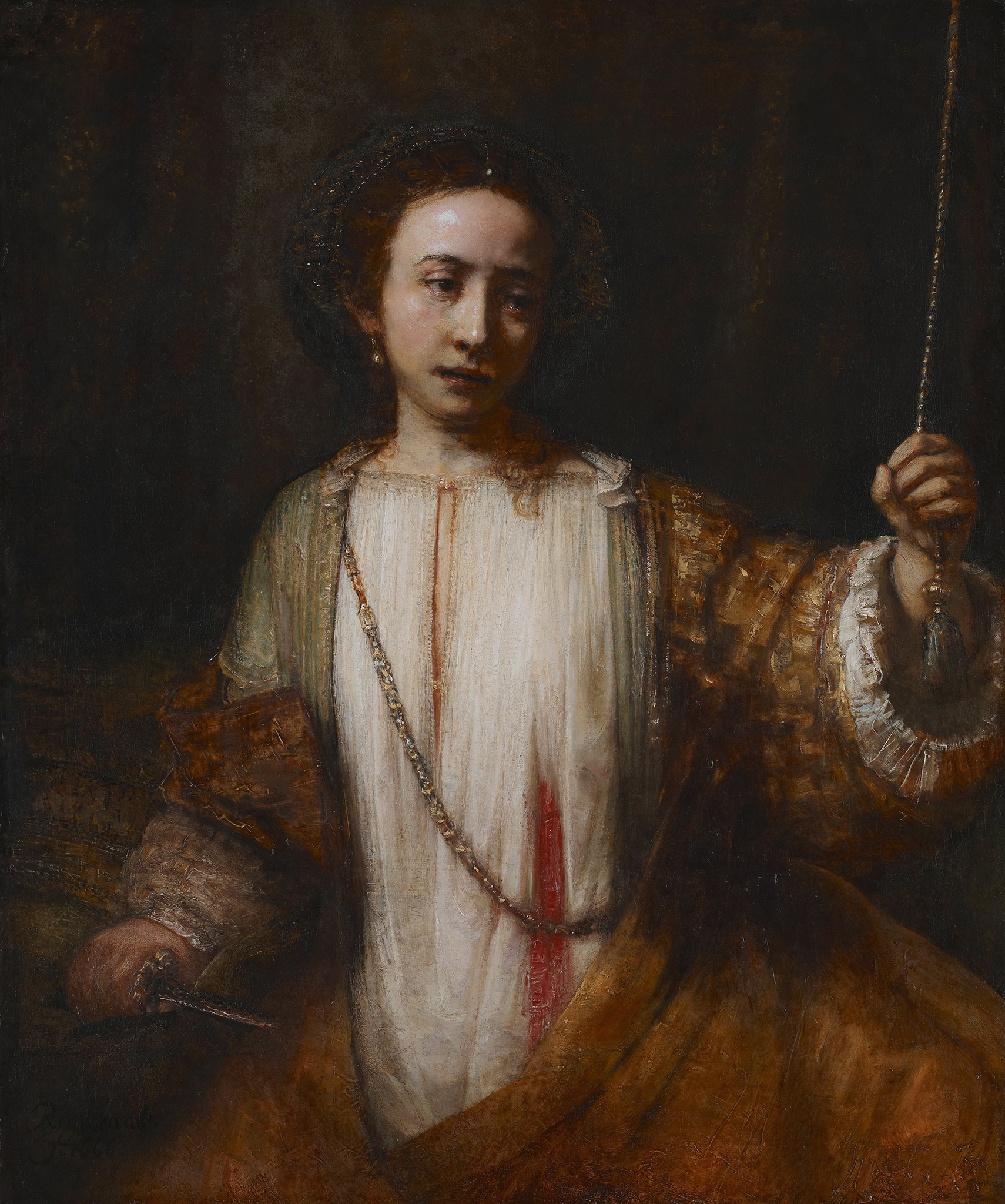
Suicide de Lucrèce, de Rembrandt.

Cette page concerne l'année 1666 en arts plastiques.

## Événements
- Fondation sous l'égide de Jean-Baptiste Colbert de l'Académie de France à Rome.

## Œuvres
- L'Art de la peinture, tableau de Vermeer

## Naissances
- 11 mars : Giacinto Boccanera, peintre italien († 17 mars 1746),
- 12 août : Antonio Balestra, peintre rococo italien († 21 avril 1740),
- 4 septembre : Anna Maria Ehrenstrahl, peintre baroque suédoise († 22 octobre 1729),
- 10 octobre : Daniel Sarrabat, peintre français († 21 juin 1748),
- 15 novembre : Jean Ier Restout, peintre français († 20 octobre 1702),
- ? :
  - Mattia Battini, peintre rococo italien († 1727),
  - Ferdinando del Cairo, peintre baroque italien († 1748),
  - Giovanna Fratellini, peintre italienne († 18 avril 1731),
  - Benedetto Luti, peintre baroque italien († 1724).

## Décès
- 14 mai : Joost Cornelisz Droochsloot, peintre néerlandais (° 1586),
- 29 juin : Mateo Cerezo, peintre et dessinateur de sujets religieux espagnol (° 19 avril 1637),
- 26 août : Frans Hals, peintre  néerlandais (° entre 1580 et 1583),
- 1er novembre : Jan Albertsz Rootius, peintre néerlandais (° 20 octobre 1624),
- 8 décembre : Dancker Danckerts, graveur et éditeur néerlandais (° 5 février 1634),
- ? :
  - Giovanni Angelo Canini, graveur et peintre baroque italien (° 1609),
  - Albert Eckhout, peintre néerlandais (° vers 1610),
  - Christopher Paudiß, peintre baroque allemand (° 1618),
  - Ignacio Raeth, jésuite brabançon, peintre baroque actif en Espagne (° vers 1626),
- Vers 1666 :
- David Colijns, peintre néerlandais (° vers 1582).